# 惑星物質試料受け入れ設備

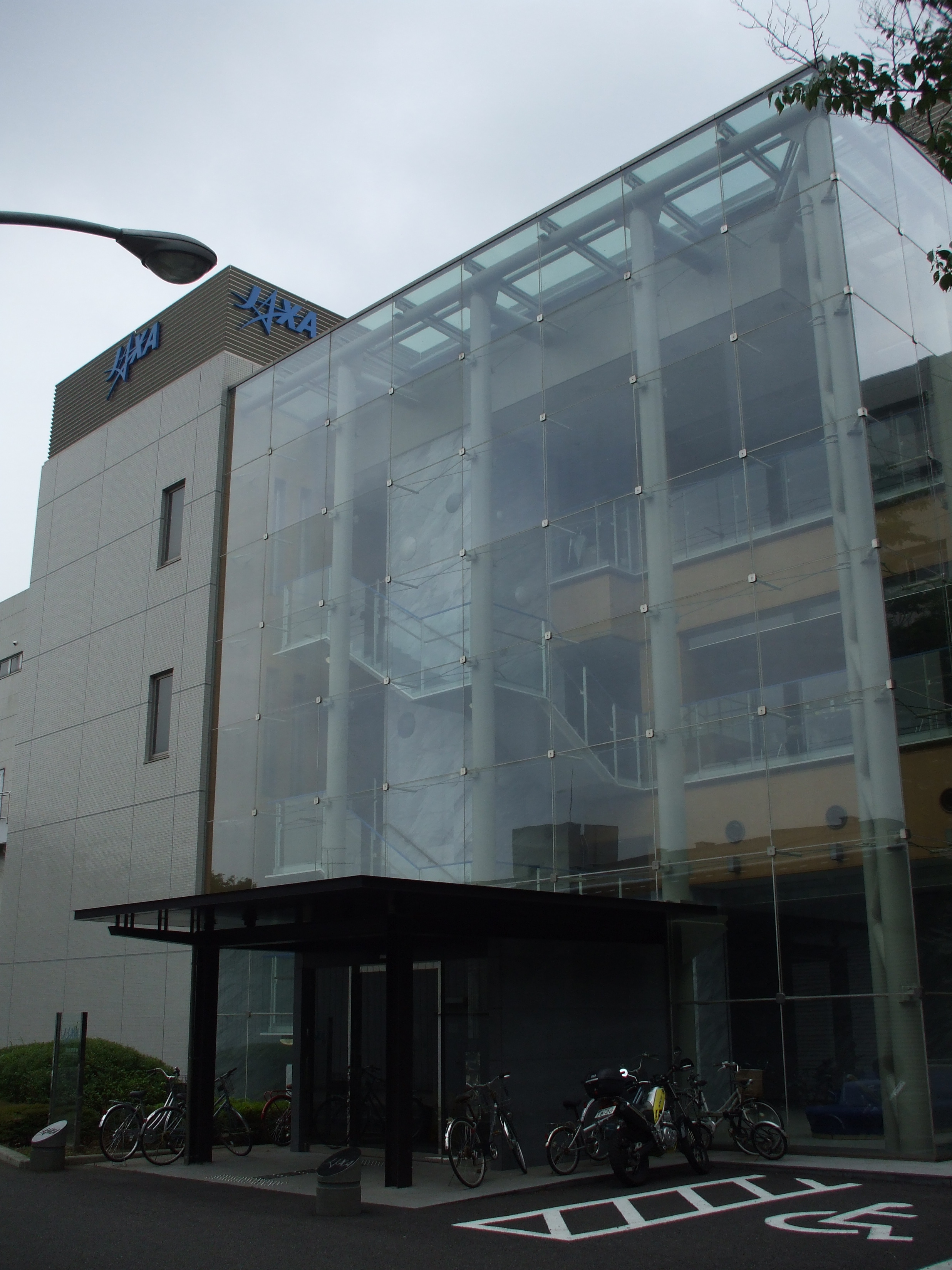
JAXA相模原キャンパス内の総合研究棟。棟内に惑星物質試料受け入れ設備がある。

惑星物質試料受け入れ設備（わくせいぶっしつしりょううけいれせつび）は、宇宙航空研究開発機構（JAXA）の地球外惑星物質の管理、分配を担う施設。通称、地球外試料キュレーションセンター（ESCuC）とも呼ばれ、2007年に相模原キャンパス内に設置された。
宇宙探査機によってもたらされた地球外からの物質を探査機の回収カプセルから採取し、採取した物質のカタログを作成し、初期分析を行った後に、詳細研究を行う各研究機関に配布を行い、一部の試料については保管を行うことを目的としている。
惑星間物質受け入れ設備は4階建ての総合研究棟内にある。地下機械室と2階の研究室以外の主要な設備は1階にあり、1階部分全体の大きさは24メートル×21.6メートルである。主要設備内は惑星試料情報処理室、クリーンルーム運用室、加工・洗浄室、更衣室、試料準備室、電子顕微鏡室、惑星試料処理室の7室に分けられている。

## 設置背景

### 世界におけるサンプルリターンの歴史
NASAのアポロ計画や旧ソ連のルナ計画によって、月の試料を地球上に持ち帰ることに成功したことによって、地球以外の天体から物質試料を採取して地球に持ち帰る、いわゆるサンプルリターンが開始された。
地球外からの物質を分析するためには、隕石や宇宙塵といった地球に落下する物質を調査、研究する方法もあるが、隕石や宇宙塵の分析には、どの天体からやってきたのかという起源天体を知ることが難しく、また起源天体内が判明した場合でも該当する天体のどの場所からやってきたのかという物質の出どころを知ることは極めて難しく、また地球落下時や落下後に地球上の物質による汚染や変質等を受ける度合いが大きくなるという弱点を抱えている。
宇宙探査機によるサンプルリターンは、技術的な困難や高コストという問題はあるが、試料が受ける地球物質による汚染を最小限に抑えることが可能であり、また探査機によって試料を採取する天体、そして天体内の場所も特定が可能であり、今後技術の進歩によって天体内の科学的に意義が大きい場所を狙ってサンプルリターンを行うことも期待される。
アポロ計画の後、アメリカでは1999年2月に打ち上げられ、2006年1月にヴィルト第2彗星などの試料を地球へ持ち帰ることに成功したスターダスト、2001年8月に打ち上げられ、2004年9月に地球へ帰還して、太陽風に含まれる粒子のサンプルリターンを行ったジェネシスという計画が遂行された。アメリカにはジョンソン宇宙センター内にサンプルリターンによって入手された試料を扱うキュレーション施設が存在する。

### 日本におけるサンプルターン
日本でも2003年5月に打ち上げられた小惑星探査機はやぶさによって、小惑星イトカワから採取された物質のサンプルリターンが実現されることが期待され、探査機によって地球外からもたらされる物質を適切に採取、管理、保管することを目的として、2008年3月、宇宙航空研究開発機構相模原キャンパス内に惑星間物質受け入れ設備（キュレーション設備）が完成した。

## 施設の特徴
サンプルリターンによって入手された試料を採集した後、物質のカタログを作成し、初期分析を行い各研究機関に分配し、一部試料については保管を行うという惑星物質試料受け入れ設備の目的を達成するために、設備全体が特殊な環境に整備されている。
まずサンプルリターンによって得られる物質を取り扱う場合、汚染の防止について細心の注意を図る必要が生じる。汚染には大きく分けてサンプルリターンによって得られた地球外の物質によって地球環境に悪影響を与える可能性と、地球上の物質によってサンプルリターンによって得られた物質が汚染される可能性がある。今後、火星など生命の存在する可能性が指摘されている天体や、D型小惑星など現在どのような物質で構成されているのかデーターが揃っていない天体からのサンプルリターンでは、人類にとって有害な生命体による悪影響の可能性等を排除する対応が必要になると考えられるが、惑星物質試料受け入れ設備では地球外からの物質等の汚染よりも、サンプルリターンによって得られた試料を地球上の物質による汚染から極力守る多くの工夫がほどこされている。
また宇宙探査機によって入手される地球外物質の量はごく少量にとどまる場合もあり、試料の紛失防止についても配慮がなされている。

## クリーンルーム
全7室で構成されている惑星物質試料受け入れ設備の中で、加工・洗浄室、試料準備室、電子顕微鏡室、惑星試料処理室の4室はクリーンルームとなっている。特に試料を直接取り扱う惑星試料処理室には高い清浄度が要求され、部屋内の気圧は惑星試料処理室、電子顕微鏡室、試料準備室、加工・洗浄室、更衣室の順に低くなっており、気流の流れが惑星試料処理室に向かわない工夫がなされている。
またクリーンルーム内で働く人間が汚染源となるため、一度に入室する人数に制限を設け、整髪料や化粧品を使用したままの入室を禁じ、更には更衣室から加工・洗浄室に入る部分と、加工・洗浄室から更に清浄度が高い試料準備室の入る部分の2ヵ所にエアシャワーが設けられ、クリーンルーム用衣類も加工・洗浄室とそれ以外の清浄度が高い部屋とでは別のものが使用されている。またクリーンルームでは定期的に超純水で床面の清掃が行われる。
加工・洗浄室は1立方フィート内の0.5マイクロメートル以上の粒子数が10000個とされている。室内には工作機械が備えられている工作機械ブースがある。工作機械の使用によってダストが発生するためクリーンルーム内に工作機械を備え付けるのは異例なことであるが、宇宙探査機のカプセルを分解・解体するのにどうしても工作機械が必要とされた。機械の作動によって発生するダストからの汚染を防ぐため、工作機械ブースに入った空気はクリーンルーム内に戻さない構造となっている。また工作機械ブース以外にカプセルの洗浄などが行われるCO2洗浄ブース、そして試験容器などの洗浄が行われる有機溶剤処理小部屋が設けられている。これらの部屋から排出される空気も屋外へ排出され、クリーンルーム内を汚染しないようになっている。
試料準備室、電子顕微鏡室は1立方フィート内の0.5マイクロメートル以上の粒子数が1000個とされている。資料準備室内には酸・アルカリ処理小部屋があり、加工・洗浄室内の有機溶剤処理小部屋とともに試験容器の洗浄を行っている。使用される酸やアルカリは超高純度のものを使用して容器の徹底的な洗浄を行う。ここから排出される空気もやはり空気も屋外へ排出され、クリーンルーム内を汚染しないようにされている。電子顕微鏡室には採集された試料を観察し、元素分析を行うための走査型電子顕微鏡がある。
クリーンルーム内で最も奥にある惑星試料処理室は、1立方フィート内の0.5マイクロメートル以上の粒子数が100-1000個と最も清浄な空間となっている。惑星試料処理室の内部には実際に試料を扱うためのクリーンチャンバーという密閉された装置が置かれている。

### クリーンチャンバー
クリーンチャンバーは地球環境からの汚染を最小限に抑えることを目的とした設備で、惑星間物質受け入れ設備内の主な作業はクリーンチャンバー内で行われる。
クリーンチャンバーは超高真空状態から大気圧窒素までの気圧状態で作業が行われる第一室と、大気圧窒素の状態で作業が行われる第二室とに分かれている。第一室で超高真空状態での作業が可能となっている理由は、宇宙探査機は真空状態でサンプル採集を行う場面が多いと考えられ、開封時サンプラー内部は真空状態ないしはそれに近い状態であると考えられるため、サンプラー内に気体の流入や流出が発生して試料の散逸が発生することを防ぐため、第一室の気圧とサンプラー内の気圧を合わせて開封する必要があるためである。
サンプラー内の気圧については開封の課程を精密に分析することによって推定し、サンプラー内に気体が存在した場合は開封時に採集を行う。実際、はやぶさのサンプラー開封時には微量の気体が確認され回収も行われた。
二号室は大気圧の窒素が満たされており、主に試料の取り出し、回収、記録が行われる。第二室内には光学顕微鏡があり、電子天秤による計量、赤外分光などとともに試料の初期分類・記録を行う。サンプラーの中から試料を取り出す方法も、容器を傾けてサンプルを石英製の皿に取り出す方法から、特殊なへらを用いる方法、そして先端直径が1マイクロメートル以下という石英製のガラスピペットをマイクロマニピュレーターで動かし、静電気の力を利用して微細な試料を採集する方法も行われる。
クリーンチャンバーで使用される窒素は、全国の業者の液体窒素について品質を調査し、最も不純物が少なかった相模原市内の工場で作られる純度99.99995パーセント以上という液体窒素を使用しているが、これを更に2種類の純化器を用いて純度を99.99999パーセント以上の純度で使用している。
初期分析が終了した後、各研究機関へ試料を配布する際、配分するための石英製の容器に移し替える時もクリーンチャンバー第二室が用いられる。配分用の容器に移し替えられた試料は国内外の研究施設へ送られ、詳細な分析が行われることになる。
またクリーンチャンバーには宇宙空間に近い超高真空状態を保った保管庫があり、試料は元来存在した宇宙空間に近い状態で保管を行うことが可能である。

## 運用
惑星物質試料受け入れ設備は、2010年6月13日に地球へ帰還した小惑星探査機はやぶさによって、小惑星イトカワから採取された試料が入っている可能性があるカプセルが、同年6月18日に到着したことによって本格的な運用が開始された。カプセルの通関、検疫手続きも惑星物質試料受け入れ設備内で行われ、JAXAの調布飛行場分室でのCT撮像を経て、カプセルの開封作業が開始されることになった。まずカプセルの洗浄が実施された後、6月24日にはカプセル内のサンプルコンテナの開封作業が開始された。サンプルコンテナ内にはどうしてもわずかずつではあるが地球の大気が透過してしまうため、カプセルの大気圏再突入からサンプルコンテナがクリーンチャンバー内に組みつけられ、開封作業が開始されるまでの時間の短縮が望まれており、結果として大気圏再突入から一週間以内でサンプルコンテナがクリーンチャンバー内に組みつけられた。開封時にはまずコンテナ内の気圧を推定し、クリーンチャンバーとサンプルコンテナの気圧を合わせてから開封が行なわれた。その際、クリーンチャンバー内のガスサンプルを採集した。その後サンプルコンテナ内の観察を経て、7月6日からはサンプルコンテナ内から発見された微粒子の採取と記録が開始された。そして2010年11月16日、サンプルコンテナ内から採取された微粒子の初期分析の結果、イトカワ由来の微粒子が存在することが発表された。今後は研究者への分配が進められ、試料の一部は将来の研究に備えて保管される予定である

。
また今後打ち上げが計画されているはやぶさ2、はやぶさMk.IIや、月からのサンプルリターンなどで入手される試料も、試料が入手された場合、惑星物質試料受け入れ設備内で採取、記録、初期分析が行われていく予定である。
また、今後の課題として宇宙検疫への対応が挙げられる。現在の惑星物質試料受け入れ設備では火星などの生命が存在する可能性がある天体や、D型、P型小惑星など現在まだ情報が不足している種類の天体からのサンプルリターンで必須とされる宇宙検疫を行うことは不可能で、はやぶさMk.IIのターゲットとして検討されているD型小惑星からのサンプルリターンでは宇宙検疫を行う設備が必要となる。